# Алуминијум хлорохидрат
Алуминијум хлорохидрат је група соли која има општу формулу . Користи се као дезодорант и антиперспирант, те као флокулант у прочишћавању воде.

## Структура
Алумијиум хлорохидрат се најбоље може описати као неогрански полимер и као такавог га је тешко структурно окарактерисати. Но технике попут хроматографија са гел пермеацијом, рендген кристалографија и 27Al-NMR су употребљени у истраживањима од стране разних група, укључујући и истраживање научника Назара и Лејдена.

## Употреба и токсичност
Облик који се најчешће користи у дезодорансима и антиперспирансима је Al2Cl(OH)5. Алуминијум хлорохидрат је један од најчешжих активних састојака који се користи у комерцијалним антиперспиранс, а често се користи и као флокулант у постојењима за прераду воде.

## Синоними
- Алуминијум хидроксихлорид
- Алуминијум хлорохидроксид
- Алуминијум хлорохидрол
- Полиалуминијум хлорид